# Улохоу

Улохоу обозначены иероглифами 烏洛侯

Улохоу (кит. трад. 烏洛侯, упр. 乌洛侯, пиньинь wūluòhóu, палл. улохоу, вариант улохунь (烏羅渾), улоху (烏羅護)) — древнемонгольское полукочевое племя (V век н. э.), проживавшее во Внутренней Монголии в районе нынешнего Хулун-Буира. Поглощено жужанями. В числе потомков улохоу упоминаются олхонуты, урянхайцы и татары.

## Расположение
Жили севернее Дидоугань, в 4500 ли от ставки ханов Тоба владения Дай.

## История
В 444 году отправили послов к императору Бэй Вэй Тай У-ди. На утреннем приёме посол улохоу доложил, что в северо-западной части земли улохоу есть каменный храм прежних государей дома Тоба: с севера на юг 90 шагов, с востока на запад 40, в высоту 70 чи (около 23 метров). Там есть статуя божества, которому поклоняются местные жители. Был отправлен секретарь канцелярии Ли Чан (李敞), он совершил жертвоприношение и вырезал молитву на стене храма.

## Устройство
Кагана не имели. Но были наследственные вожди — мофу (莫弗, как у Шивэй)

## Хозяйство
Почва влажная, часты туманы и морозы. Зимой жили в землянках, летом кочевали со скотом в холмах. Держали свиней. Выращивали просо и пшеницу. Отличные охотники.

## Обычаи
Мужчины волосы заплетали в косу (как и табгачи и позже маньчжуры) и украшали жемчугом. Прямодушны, разбоя, воровства и измен не было, поэтому имущество не охраняли. Играли на 9-струнных арфах кунхоу.